# Río Casas Viejas
El río Casas Viejas es un curso natural de agua que nace en las faldas de la cordillera Dorotea de la Región de Magallanes, Chile, y fluye hacia el SE por un valle ancho, pastoso y de poca pendiente para desembocar en la laguna Diana de la parte SE de las llanuras de ese nombre. 

## Trayecto
En su tramo medio, el Casas Viejas recibe por su ribera izquierda al emisario del pequeño lago Chico, situado en la línea de frontera, en el lado chileno. Su emisario tiene longitud de 5 km.

## Historia
En sus márgenes hizo sus primeras casas el colono Hermann Eberhard, en 1893.: 153 
Luis Risopatrón lo describe en su Diccionario Jeográfico de Chile de 1924:
Casas Viejas (Rio de las) 51° 50' 72° 10'. Nace en las faldas de la cordillera Dorotea, corre hacia el SE en un valle ancho, pastoso i de poca pendiente i desemboca en la laguna Diana, de la parte SE de las llanuras de este nombre; en sus márjenes hizo sus primeras casas, hoi viejas, el colono Ebernard en 1893. 1, XXVII, p. 53; 122, p. 89; 134; i 156; arroyo Edelmiro en 122, p. 24; i rio Edelmiro (de las Casas Viejas) en la p. 168.